# هارون كيارني
هارون كيارني (بالإنجليزية: Aaron Kearney)‏ هو صحفي رياضي أسترالي، ولد في 3 يوليو 1971.